# Stadio nazionale Kaftanzogleio
Lo Stadio Nazionale Kautanzogleio (Εθνικό Καυτανζόγλειο Στάδιο) è uno stadio di calcio situato a Salonicco, in Grecia. 
Lo stadio è stato costruito con i soldi donati dalla Fondazione Lysandros Kautanzoglou, architetto greco da cui trae il nome, ha una capienza di 27 560 posti a sedere ed è sede delle partite casalinghe dell'Īraklīs. Inaugurato nel 1960, è stato per decenni il più capiente impianto greco, prima di venire superato dallo stadio olimpico Spyros Louīs di Atene, inaugurato nel 1982. È stato fortemente rinnovato prima della riapertura per ospitare il torneo calcistico dei Giochi olimpici di Atene 2004.
Nel 1973 ospitò la finale della Coppa delle Coppe UEFA tra Milan e Leeds United, vinta dagli italiani per 1-0.
L'impianto ospita abitualmente eventi di atletica leggera, essendo sede dell'annuale meeting di Salonicco. In passato ha ospitato anche la first league della Coppa Europa di atletica leggera nel 2006 e l'ultima edizione della IAAF World Athletics Final nel 2009.